# Rasa de Marcinyac
La Rasa de Marcinyac és un torrent afluent per la dreta de la Rasa de la Vallanca el curs del qual transcorre íntegrament pel terme municipal de Navès.

## Xarxa Hidrogràfica
La xarxa hidrogràfica de la Rasa de Marcinyac està integrada per un total de 3 cursos fluvials. D'aquests, 1 és subsidiari de 1r nivell i un altre ho és de 2n nivell.
La totalitat de la xarxa suma una longitud de 3.099 m. que transcorren íntegrament pel terme municipal de Navès.